# Matthew Rush
Matthew Rush (Huntingon, Pennsylvania, 22 september 1972) is een Amerikaans model en pornoacteur en onder zijn echte naam Gregory Grove bodybuilder.